# Max Terpis
Max Terpis (eigentlich Max Pfister, auch Max Pfister-Terpis; * 1. März 1889 in Zürich, Schweiz; † 18. März 1958 in Zollikon) war ein Schweizer Tänzer, Choreograf, Regisseur und Psychologe. Sein als Künstler angenommener Name Terpis ist ein teilweises Anagramm seines eigentlichen Namens Pfister.

## Leben und Wirken
Max Terpis war der Sohn des Buchbinders Wilhelm Pfister und dessen Ehefrau Mina geb. Meyer. Er studierte Architektur am Eidgenössischen Polytechnikum Zürich, arbeitete in Architekturbüros in Berlin und Paris und eröffnete nach dem Militärdienst ein eigenes Architekturbüro in Zürich.

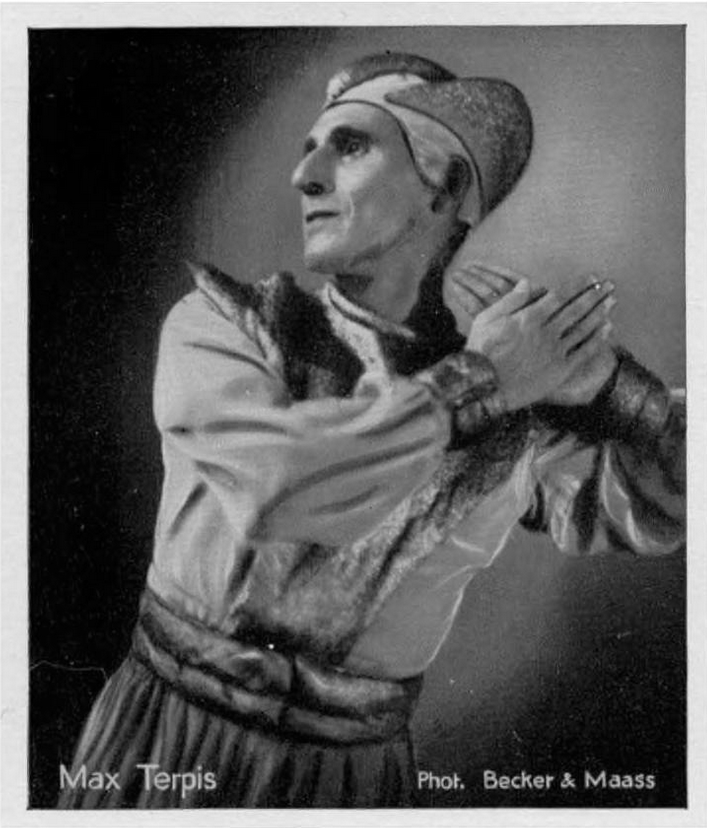
Max Terpis als Bruder Simplicius in Der Tänzer unserer lieben Frau (1923)

1922 begann er eine Tanzausbildung bei Suzanne Perrottet in Zürich und Mary Wigman in Dresden, wo er Harald Kreutzberg kennenlernte, mit dem er viele Jahre zusammenarbeitete. 1923 debütierte er als Solotänzer an den Städtischen Bühnen Hannover in einer eigenen Choreografie unter der Regie von Hanns Niedecken-Gebhard in dem Legendenspiel Der Tänzer unserer lieben Frau von Franz Johannes Weinrich und Bruno Stürmer. 1923 bis 1924 war er Ballettmeister in Hannover und 1924 bis 1930 Leiter des Balletts am Staatstheater Berlin. Dort berief er Victor Gsovsky zum Ballettmeister und inszenierte unter anderem die Tanzsinfonie Die Nächtlichen nach der Musik von Egon Wellesz (1924) und die Ballette Don Morte nach Edgar Allan Poe und der Musik von Friedrich Wilckens (1926) und Der letzte Pierrot nach der Musik von Karol Rathaus (1927). Anschliessend gründete er mit Rolf Arco eine Tanzschule und war 1937/1938 Dozent an der „Deutschen Tanzakademie“ der „Reichsakademie für Bühnenkunst“.
1939 kehrte er in die Schweiz zurück. 1940 arbeitete er am Schauspielhaus Zürich an den Leopold-Lindtberg-Inszenierungen von Faust I und Faust II mit. 1940/1941 inszenierte er am Stadttheater Bern die Opern Romeo und Julia von Heinrich Sutermeister und Madrisa von Hans Haug.
1940 bis 1944 war er Regisseur am Stadttheater Basel. Dort inszenierte er mehrere Opern, unter anderem Romeo und Julia und Die Zauberinsel von Heinrich Sutermeister, Die schöne Helena von Jacques Offenbach, Ein Maskenball von Giuseppe Verdi, Der Barbier von Sevilla von Gioachino Rossini, La Bohème von Giacomo Puccini, Fidelio von Ludwig van Beethoven, Der Rosenkavalier von Richard Strauss und Idomeneo von Wolfgang Amadeus Mozart. 1941 führte er Schauspielregie in Hamlet von William Shakespeare mit Leopold Biberti und Eléonore Hirt, 1943 choreografierte er die mythologischen Tanzszenen Kirke des Komponisten Max Lang. Als Gast führte er Regie unter anderem an der Mailänder Scala und am Gran Teatre del Liceu in Barcelona.
1944 bis 1946 war er administrativer und künstlerischer Leiter des „Kollektivs der Auslandschweizer-Bühnenkünstler“, dort inszenierte er unter anderem die Dramen Gyges und sein Ring von Friedrich Hebbel (für das er auch das Bühnenbild gestaltete), König Ödipus von Sophokles und Iphigenie in Delphi von Gerhart Hauptmann, dessen Schweizer Erstaufführung 1946 im Schauspielhaus Zürich stattfand. Im selben Jahr veröffentlichte er sein Buch Tanz und Tänzer, das seinem Freund Rolf Arco gewidmet war.
Von 1945 und 1952 hatte er Lehraufträge für Choreografie und Regie an den Universitäten Zürich und Bern.
Danach studierte er Psychologie am Zürcher Institut für Angewandte Psychologie. Er beschäftigte sich insbesondere mit der Wirkung von Farben auf die Emotionen von Menschen und entwickelt in seiner Diplomarbeit einen „Farbpyramidentest“, der von Robert Heiß weiterentwickelt wurde. Bei diesem Test werden an die Probanden keine Leistungsanforderungen gestellt.

## Filmografie
- 1929: Die Ehe, Regie Eberhard Frowein.

## Schriften
- Tanz und Tänzer. Atlantis, Zürich 1946.